# Captain Falcon
Captain Falcon (キャプテン・ファルコン, Kyaputen Farukon) est un personnage de la série de jeux vidéo de course, F-Zero. Il pilote le Blue Falcon, vaisseau de course ultra-rapide, avec lequel il a gagné le  Grand Prix F-Zero X. Lorsqu'il ne fait pas de courses, il travaille comme chasseur de primes. Il a capturé un grand nombre de criminels.

## Histoire
Bien qu'on sache que Captain Falcon vient de Port Town, son passé nous est inconnu. Il a 37 ans dans F-Zero GX. Il reste mystérieux, montrant seulement sa vraie personnalité, près de Port Town, dans des îles qu'il a achetées. Là il est protégé de ses ennemis, qui essaient toujours de l'assassiner.
D'après le dessin animé F-Zero Falcon Densetsu, sa vraie identité est révélée comme étant le frère de Jody Summer, Andy Summer.
De par son statut de héros, les rivaux de Captain Falcon sont très nombreux :
- Samurai Goroh est son plus ancien rival. Falcon considère Goroh comme un casse-pieds, mais ne se montre jamais vraiment perturbé par le samouraï[3].
- Black Shadow, le leader de l'organisation terroriste éponyme, est le pire ennemi de Falcon. Depuis que ce dernier a mis son nez dans ses affaires, en coffrant plusieurs de ses sbires, Black Shadow s'est juré d'éliminer Falcon, quel qu'en soit le prix ou la manière.
- Blood Falcon est le clone maléfique de Falcon, créé à partir de son sang par Black Shadow.
- Deathborn, le Champion de l'Enfer.
- Michael Chain, le chef des Bloody Chains, un gang auquel Falcon a été confronté plusieurs fois.
- Zoda, un dangereux psychopathe recherché dans toute la galaxie.
- Daigoroh, le fils de Samurai Goroh, qui malgré son jeune âge s'est déjà fixé pour objectif de battre Falcon.
- Super Arrow, un rival un peu moins connu que lui, il est toutefois un peu jaloux de sa meilleure réputation.

## Blue Falcon
Le vaisseau idéal pour les débutants. Disposant de caractéristiques moyennes dans tous les domaines, le Blue Falcon peut se tirer de toutes les situations avec facilité.
À l'exception de F-Zero: Maximum Velocity, le Blue Falcon fait toujours partie des vaisseaux disponibles au départ.

## SérieSuper Smash Bros.
Captain Falcon est aussi jouable dans Super Smash Bros., Super Smash Bros. Melee, Super Smash Bros. Brawl, Super Smash Bros. pour Wii U et Nintendo 3DS et enfin dans Super Smash Bros. Ultimate, le dernier jeu sorti à ce jour en tant que combattant. Sa principale qualité est la vitesse à laquelle il se déplace. Il est bien connu pour son attaque « Falcon Punch », un très puissant coup de poing enflammé, et pour son attaque aérienne avant, familièrement surnommée "le Knee", un puissant coup de genou électrique. Le "Falcon Punch" peut être considéré comme l'origine d'un mème internet : on le retrouve sur divers supports (fanarts, jeux flash...).
Lorsqu'il ne fait rien, Falcon tremble d'excitation. Il est un personnage très agressif, et ses attaques sont toutes plus ou moins "flashy'
Son attaque spéciale est le fameux « Falcon Punch », extrêmement aimé auprès des fans de Smash. Lorsqu'il l'utilise, celui-ci lance un coup de poing fougueux, des flammes apparaissent, dessinant un Faucon de feu (Falcon signifiant faucon en anglais). Bien que n'apparaisant que dans la série Smash Bros et pas F-Zero, le Falcon Punch est devenue la réplique culte de Falcon et aussi un mème très populaire connu à travers l'Internet mondial.
Son attaque spéciale coté est appelée le « Raptor Boost ». Lorsqu'il utilise, il se déplace sur le terrain jusqu'à toucher un adversaire. Si un adverse se trouve sur son chemin, il lancera un coup de poing vers le ciel. Son poing s'enflammera, comme lorsqu'il utilise son Falcon Punch. Cependant, aucun faucon n'apparait, ici. Si aucun adversaire se trouve sur son chemin, il tombera à la fin d'une distance donnée. Si l'adversaire se trouve dans les airs lorsqu'il est touché par Falcon, celui-ci lancera un coup de poing vers le sol.
Son attaque spéciale bas est le « Falcon Kick ». S'il l'utilise sur le sol, Falcon glissera par terre, pied en feu, et s'arrêtera à une distance donnée. S'il l'utilise dans les airs. Son attaque descendra sur le sol et son pied s'enflammera de la même façon que s'il l’utilisait sur le sol.
Son attaque spéciale haut est le « Piqué Falcon ». Lorsqu'il l'utilise, celui ci monte dans les airs. Si un adversaire est sur son chemin, alors il s’accrochera a lui et le dégageras dans une explosion en criant « YEAH », s'il ne touche personne, il tournera une fois dans le vide et tombera. Cette attaque sert a remonter sur le terrain en cas d'éjection.
Il est l'un des personnages les plus rapides du jeu.
Il est un personnage caché dans Super Smash Bros.,le premier opus. Pour le débloquer, il suffit de finir mode classique avec n'importe lequel des combattants en moins de 20 minutes. Ensuite, il faudra le vaincre pour pouvoir le choisir.
Il change de statut dans Super Smash Bros. Melee, où il est disponible d'entrée de jeu.
Il est également de la partie dans le 3e volet de la série, Super Smash Bros. Brawl, mais retrouve un statut de personnage secret. Son Final Smash est l'occasion pour lui de piloter son Blue Falcon pour éjecter de l'arène ses adversaires. Pour le débloquer, il faut soit disputer 70 matches en mode « Brawl », soit finir le mode « Classique » en difficulté « Normal » ou plus en moins de 12 minutes, soit qu'il se joigne au joueur dans le mode « Émissaire Subspatial ».
Dans l'émissaire subspatial, il sauvera Olimar d'un R.O.B. géant (tuant une bonne partie de ses Pikmins au passage) et de se frayer un passage dans les ruines antiques, puis ils aideront Diddy Kong et Donkey Kong à repousser les forces ennemies et ainsi entrer dans l'usine subspatiale. Pendant ce temps, Samus et Pikachu ont coincé le Ministre Antique,( en réalité, c'était R.O.B) assistant à son chagrin. À ce moment-là, Olimar, Captain Falcon ainsi que Diddy Kong et Donkey Kong font leur entrée en scène. Sous les ordres de Ganondorf, tous les R.O.B. enclenchent les bombes subspatiales. Le Ministre Antique s'interpose laissant apparaitre un R.O.B. différent des autres. Puis ils fuiront avec le Falcon Flyer, suivi par un Meta-Ridley très en colère, jusqu'à ce qu'il soit mis en déroute. Puis avec le Halberd, ils vont chercher le reste des combattants afin d'entrer dans le monde subspatial et arrêter Tabbou.
Quant à la scène e-sport, Falcon est excellent dans tous les jeux et est considéré comme l'un des meilleurs personnages de Smash Bros. Son style de jeu est extrêmement agressif, et si Falcon prend l'ascendant au combat, il sera en général difficile de pouvoir gagner. Au contraire, si le Captain est en difficulté, Falcon aura du mal a gagner. Cependant, il reste un personnage très aimé du public, on dit qu'il amène la "hype"

## À propos de Captain Falcon
- Le visage de Falcon n'a pu être vu qu'à de très rares occasions. Dans F-Zero X, Falcon ne retire son casque que lorsque le joueur gagne une coupe en difficulté "Master" (c’est-à-dire maximale). L'occasion de constater qu'il a les cheveux bruns et une cicatrice sur le front. Son visage est également visible au dernier épisode de l'animation japonaise de F-Zero, lorsqu'il se sacrifie pour stopper Black Shadow. Enfin, il retire également son casque dans F-Zero GX, mais l'angle de vue cache son visage.
- Toujours dans l'animé, Falcon se fait passer pour un barman du nom de Bart Lemming, mais sa vraie identité est dévoilé dans le 35ème épisode, comme étant Andy Summer, le frère caché de Jody Summer et le meilleur ami de Roy Hughes, alias Mighty Gazelle.
- Il est de loin le personnage le plus connu de la série F-Zero. Outre ses apparitions dans la série Super Smash Bros., il est généralement le héros de chacun des jeux F-Zero et des animés qui en sont tirés. Dans F-Zero GX, Falcon est le héros du mode Story.
- Le Blue Falcon n'est pas le seul appareil appartenant à Falcon. En effet, ce dernier possède également un vaisseau spatial, le Falcon Flyer. Celui-ci apparait dans la notice du jeu F-Zero sur Super Nintendo, mais n'a jamais été vu dans un volet de la série F-Zero[5]. En revanche, il est présent dans le jeu Super Smash Bros. Melee et Super Smash Bros. Brawl comme trophée et comme stage, ainsi que dans l'animé, ou son rôle se limite à transporter le Blue Falcon vers la course suivante.
- Captain Falcon est devenu un même internet avec ses célèbres phrases "YES" (orthographié HYES par les fans), "Falcon PUNCH" (orthographié PAWNCH par les fans) et "Show me your moves", des musiques ou des parodies/retouchements ont été inventées en reprenant ces célèbres phrase.

## À propos du Blue Falcon
- Le Blue Falcon connait trois "copies" : 
  - Le Falcon MKII le remplace dans F-Zero: Maximum Velocity.
  - Le Blue Falcon PT est une version légèrement modifiée de l'original, et apparaissant dans F-Zero: Climax. Il est piloté par le "nouveau Captain Falcon", qui est en fait Rick Wheeler (Ryu Suzaku en version Japonaise), le héros de l'animé F-Zero Falcon Densetsu.
  - Le Blue Thunder, apparaissant dans BS F-Zero Grand Prix 2 sur Satellaview, mais sa propriété est non confirmée.
  - Il existe une version kart du Blue Falcon, disponible dans Mario Kart Wii. Le kart pour pilotes légers n'est pas présent d'entrée de jeu.
- En remportant toutes les coupes de F-Zero X, un nouvel écran présente le Blue Falcon, avec une découpe laissant voir ses moteurs et l'intérieur de son cockpit.
- Dans F-Zero GX, après avoir remporté une coupe en mode Master avec Captain Falcon, une question de l'interview fait mention de l'argent que remporte Captain Falcon. Ce dernier affirme utiliser son argent pour la construction du Neo Blue Falcon, sans doute une amélioration du Blue Falcon.
- Le Blue Falcon est également utilisable comme véhicule dans Mario Kart 8 sur Wii U en achetant le DLC 1.
- Dans l'animé, le Blue Falcon possède la capacité de déclencher le Boost Fire, un super boost qui fait tourner le véhicule et le rend plus rapide grâce au Réacteur de Force (Reactor Might) installé dans la machine.